# Ashta (Maharashtra)
Ashta es una ciudad y  municipio situada en el distrito de Sangli en el estado de Maharashtra (India). Su población es de 37105 habitantes (2011). Se encuentra a 23 km de Sangli.

## Demografía
Según el censo de 2011 la población de Ashta era de 37105 habitantes, de los cuales 19171 eran hombres y 17934 eran mujeres. Ashta tiene una tasa media de alfabetización del 83,60%, superior a la media estatal del 82,34%: la alfabetización masculina es del 89,52%, y la alfabetización femenina del 77,32%.